# Кливленд (аэропорт)
Международный аэропорт Кливленд имени Хопкинса (англ. Cleveland Hopkins International Airport), (ИАТА: CLE, ИКАО: KCLE, FAA LID: CLE) — гражданский аэропорт, расположенный в 14 километрах к юго-западу от центра делового района Кливленда (округ Кайахога, Огайо), США. Аэропорт целиком расположен в пределах территории города Кливленд и является крупнейшим коммерческим аэропортом штата Огайо.
Аэропорт был создан в 1925 году и стал первым аэропортом в Соединённых Штатах, находящимся в собственности муниципального самоуправления . Кливлендский аэропорт был пионером и во внедрении первой диспетчерской вышки (1930 год), первой системы радиопереговоров диспетчерской службы с самолётами (1930 год), первой системы освещения взлётно-посадочных полос (1930 год), а в 1968 году аэропорт первым ввёл в действие систему транспортного сопряжения с региональной железнодорожной сетью для удобства перемещения пассажиров. Своё полное название кливледский аэропорт получил в 1951-м — в год 82-летия бывшего мэра города Уильяма Р. Хопкинса (англ. William R. Hopkins).
По данным статистики Международный аэропорт Кливленда Хопкинс в 2007 году обслужил 11.459.390 пассажиров, что на 1,22 % больше объёмов 2006 года. В 2008 году пассажирооборот аэропорта составил 11.106.194 человек, снизившись по сравнению с предыдущим годом на 3,08 %. Количество операций по взлётам и посадкам самолётов в 2007 году составило 244.719 раз. Аэропорт Хопкинс ежедневно обслуживает более 325 регулярных беспосадочных рейсов в 85 пунктов назначения, являясь третьим по величине узловым аэропортом магистральной авиакомпании Continental Airlines и вторичным хабом для её региональных перевозчиков ExpressJet, Chautauqua Airlines и CommutAir.
В 2006 году руководство Международного аэропорта Кливленда Хопкинс запустило публичную кампанию по внедрению новых маркетинговых услуг и ребрендингу аэропорта. Слоган кампании CLE Going Places знаменует собой движение аэропорта в направлении модернизации сервиса и служб, а также внедрения дополнительных услуг в согласовании с общественным мнением клиентов аэропорта и их прошлым опытом обслуживания в нём. Реализация программы развития и реконструкции началась в начале 2007 года и на первом этапе включает в себя модернизацию торговых зон, ресторанов, площадок такси, автомобильных стоянок и прочих сервисных зон, а также привлечение внимания авиаперевозчиков к открытию новых стыковочных маршрутов через аэропорт Кливленда.

## Операционная деятельность аэропорта

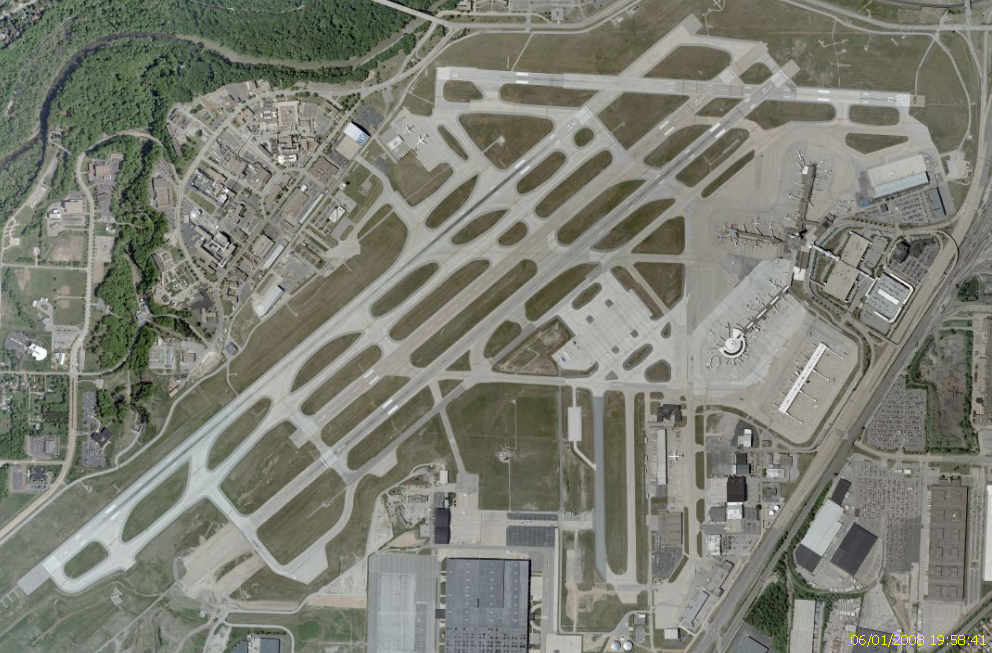
Международный аэропорт Кливленда Хопкинс, снимок с космоса

Международный аэропорт Кливленда Хопкинс занимает площадь в 769 гектар и содержит три взлётно-посадочные полосы (ВПП):
- ВПП 6R/24L — 2743×46 метров, бетонное покрытие. В ноябре 2008 года ВПП была отделена от ВПП 10/28 и удлинена до 3034 метров в юго-западном направлении.
- ВПП 6L/24R — 2743×46 метров, бетонное покрытие.
- ВПП 10/28 — 1834×46 метров, асфальтобетонное покрытие.

Выведенная из эксплуатации параллельная полоса 6C/24C размерами 2163×46 метров имеет на своих концах светящиеся знаки в форме «X» для предотвращения случайных посадок самолётов на неё, поскольку подобные случаи уже были зафиксированы в прошлом.
По статистическим данным 2005 года аэропорт обслужил 258 926 операций взлётов/посадок самолётов (в среднем по 709 операции в день), из них 64 % операций пришлось на аэротакси, 31 % — на регулярные коммерческие рейсы, 5 % — на авиацию общего назначения и менее 1 % — на военно-транспортную авиацию. В аэропорту базируются 47 самолётов, в числе которых 23 реактивных, 14 однодвигательных, 6 многодвигательных и 4 военных самолётов.
Международный аэропорт Кливленда Хопкинс эксплуатирует 67 выходов на посадку (гейтов) и, несмотря на обслуживание рейсов международных направлений, аэропорт до сих пор не имеет комплекса магазинов беспошлинной торговли.

## Терминалы, авиакомпании и направления полётов

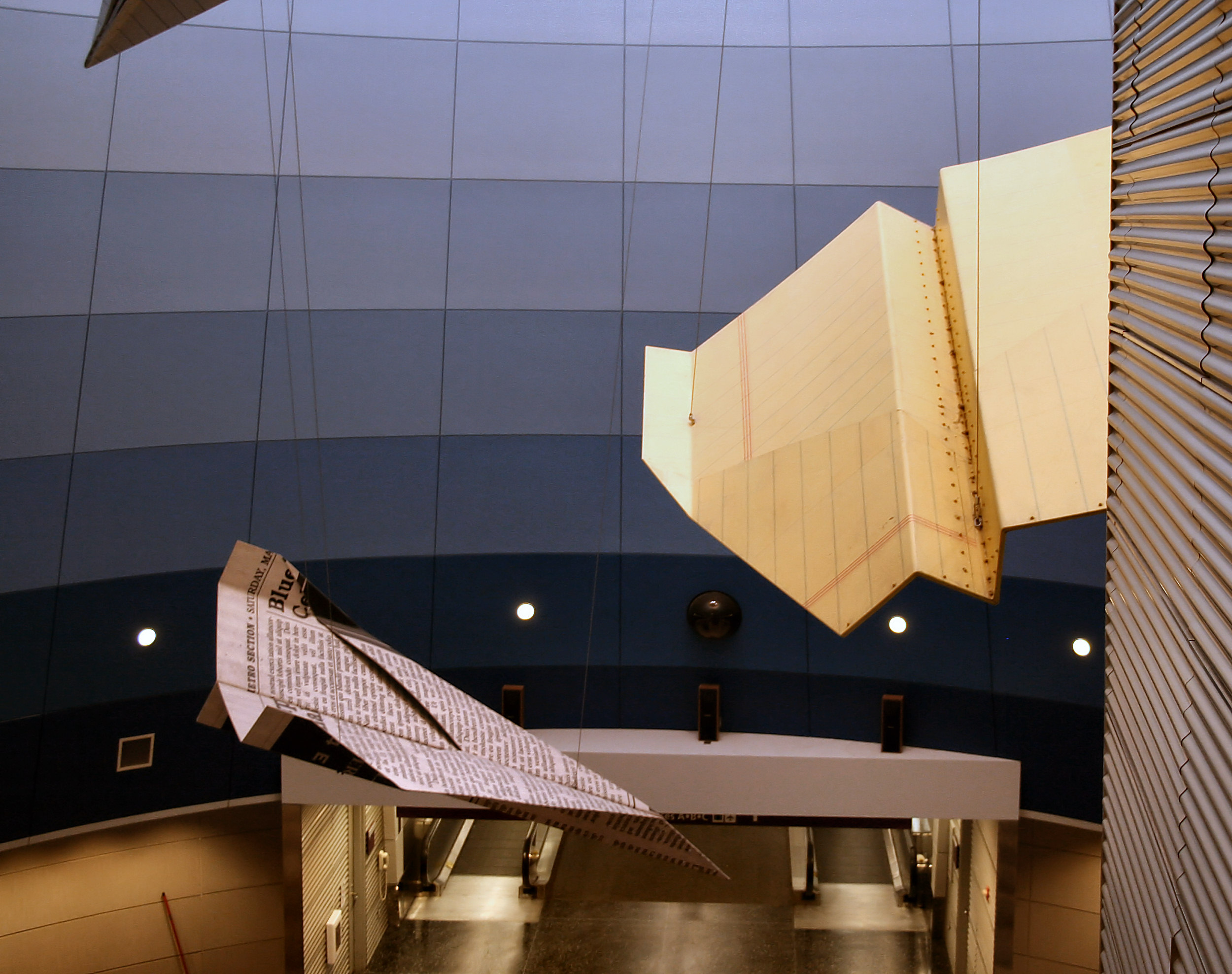
Аэропорт Хопкинс известен своими большими бумажными макетами самолётов, расположенными в подземных переходах между секторами C и D

Международный аэропорт Кливленда Хопкинс эксплуатирует один главный пассажирский терминал, который состоит из секторов A, B, C и D. Сектор C по сути представляет собой отдельно расположенное здание, связанное с остальными секциями системой подземных переходов. Сектор D обслуживает рейсы региональных авиаперевозчиков ExpressJet Airlines и Chautauqua Airlines, работающих под торговой маркой (брендом) Continental Connection. Сектор C обслуживает пассажирский поток остальных рейсов авиакомпании Continental Airlines.

### Международные направления Северной Америки
- Air Canada предлагает ежедневные беспосадочные рейсы в Международный аэропорт Торонто Пирсон через своего регионального партнёра — авиакомпанию Air Canada Jazz. В настоящее время Air Canada является единственным международным авиаперевозчиком, выполняющим рейсы из Международного аэропорта Кливленда Хопкинс.
- Continental Airlines сезонно открывает маршруты в Международный аэропорт Канкун и Международный аэропорт Квебека имени Жана Лесажа, пассажиры рейсов при этом проходят таможенный контроль по упрощённой схеме. Авиакомпания также выполняет несколько ежедневных рейсов в Международный аэропорт Торонто Пирсон, Международный аэропорт Монреаля имени Пьера Эллиота Трюдо и сезонные рейсы в Международный аэропорт Нассау имени Линдена Пиндлинга.
- USA3000 Airlines выполняет регулярные рейсы в Канкун и Международный аэропорт Пунта-Кана.
- Aeroméxico в феврале 2006 года получила разрешение на открытие беспосадочного маршрута в Мехико, однако рейс до сих пор не открыт. В настоящее время Aeroméxico обслуживает чартерные перевозки в Международный аэропорт имени Густаво Диас Ордаса в Пуэрто-Вальярта, Мексика.

### Трансконтинентальные направления

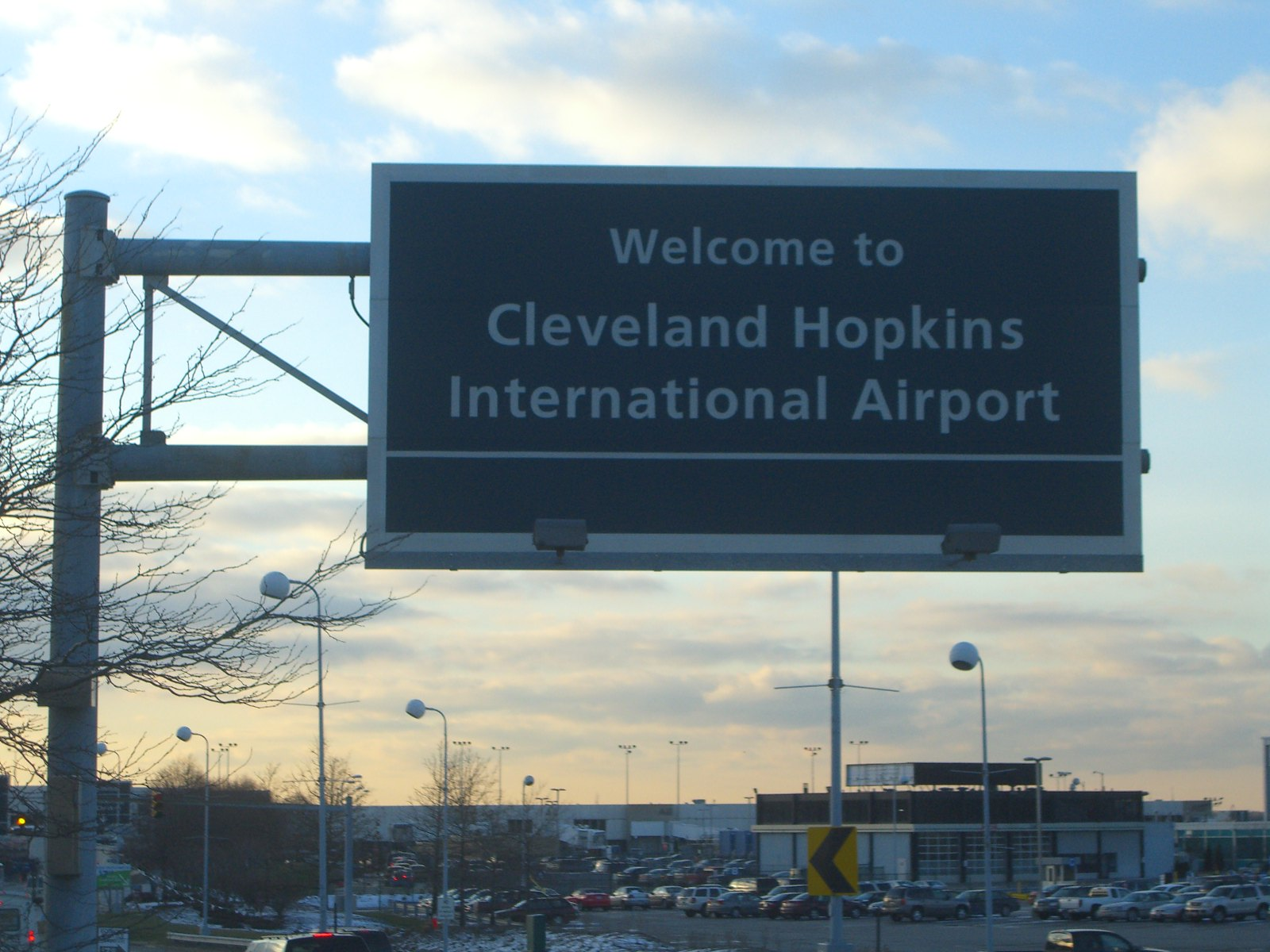
Приветствие на въезде в зону аэропорта

- Continental Airlines с 1999 года выполняла регулярные рейсы из Кливленда в аэропорт Лондона Гатвик[4]. 2 мая 2009 года данный маршрут заменён рейсом Кливленд-Лондон (Хитроу), начиная с лета 2009 года рейс будет выполняться на узкофюзеляжных самолётах Boeing-757 в двухклассной конфигурации пассажирских салонов[5][6].
- 25 марта 2009 года Continental Airlines открыла регулярный маршрут из Кливленда в Шанхай через Ньюарк. Перелёт Кливленд-Ньюарк осуществляется на самолёте Boeing-737, полёт из Ньюарка до Шанхая — на дальнемагистральном Boeing-777, оба плеча полётов происходят под одним номером рейса. Пассажиры, прилетающие из Шанхая в Кливленд, проходят полный таможенный контроль в Международном аэропорту Ньюарка Либерти[7][8]. Несмотря на широко разрекламированные положительные стороны данного маршрута, существуют очевидные неудобства для пассажиров, следующих из Кливленда в Шанхай. Время пересадки пассажиров в транзитном аэропорту Ньюарка вкупе со временем ожидания стыковочных рейсов в Ньюарке дают удлинение временного интервала всего полёта из Кливленда в Шанхай более чем на три часа по сравнению с шанхайскими рейсами авиакомпаний-конкурентов (American Airlines и United Airlines из Международного аэропорта О’Хара (Чикаго), Northwest Airlines из Столичного аэропорта Детройт округа Уэйн)[9][10][11].
- 22 мая 2008 года Continental Airlines открыла новый беспосадочный маршрут из Кливленда в Париж, однако, в связи со снижением объёмов пассажирских перевозок во всём мире, в декабре 2008 года рейс был закрыт.
- С 1988 до конца 1992 года югославская авиакомпания JAT Yugoslav Airlines выполняла беспосадочные рейсы из Кливленда в Белград, отменённые в 1992 года по причине распада страны[12].

### Прибытие международных рейсов
Все пассажиры прибывающих международных рейсов проходят полный таможенный и пограничный контроль в зоне, расположенной в конце сектора A. Исключение составляют пассажиры рейсов из Нассау, Оттавы, Торонто и Монреаля, которые проходят предварительный таможенный контроль в аэропортах убытия. В настоящее время для пассажиров прибывающих международных рейсов используются гейты A9, A11 и A14, которые также могут использоваться и для обслуживания внутренних рейсов.
Весь багаж непрошедших предварительного таможенного контроля пассажиров подлежит проверке, после прохождения проверки багажа, таможенного и иммиграционного досмотров, пассажиров довозят на автобусах к главному терминалу аэропорта.

### Сектор A
Сектор A содержит 13 выходов на посадку (гейтов): A1-A12 и A14. В период с 1985 по 1991 год авиакомпания US Airways (USAir) эксплуатировала данный сектор в качестве собственного хаба. Сектор A изначально назывался «Северным» и первым из всех секторов аэропорта подвергся полной реконструкции и модернизации в 1978 году.

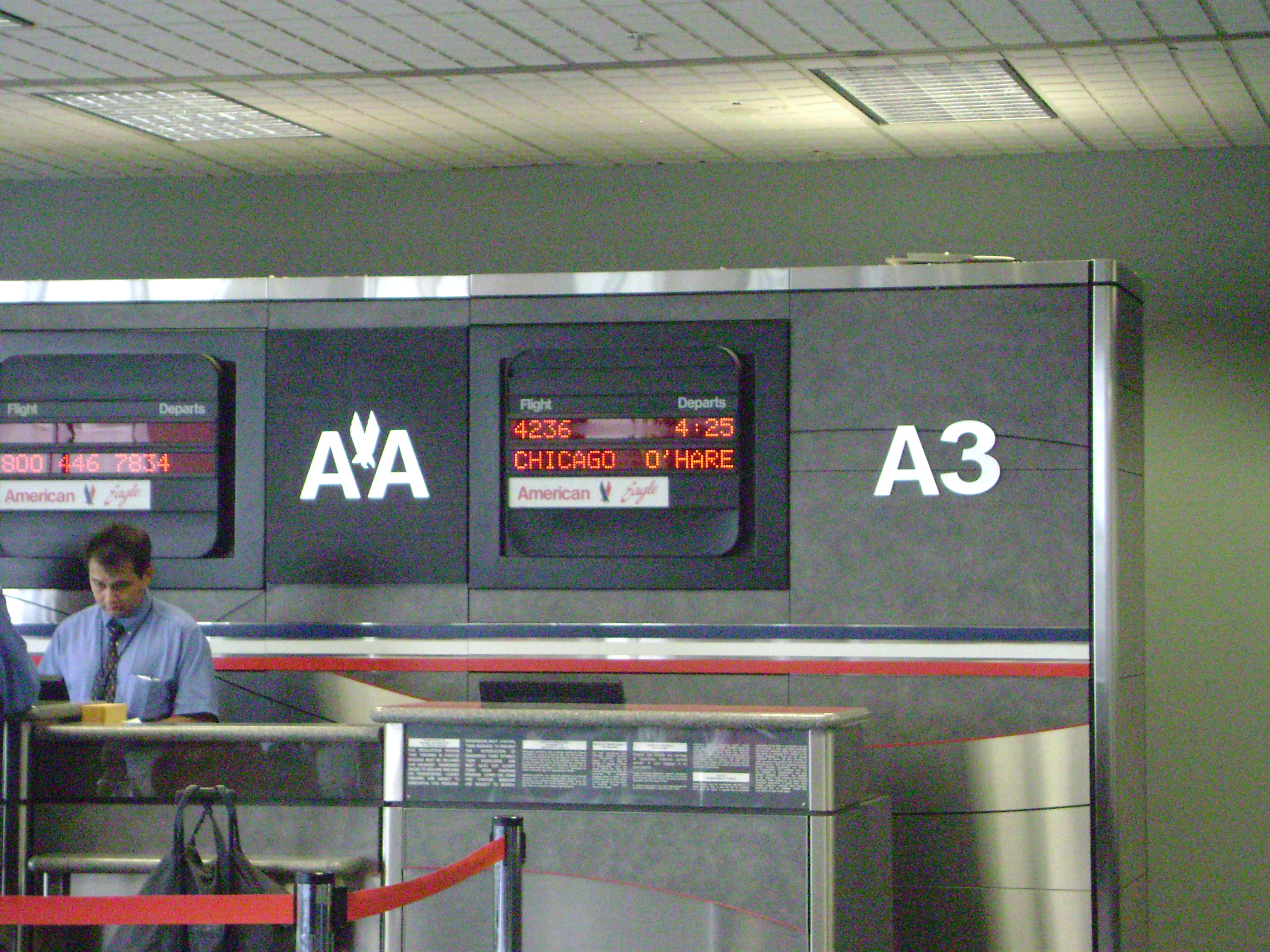
Гейт A3 авиакомпании American Airlines в Секторе A

||

### Сектор B
Сектор B содержит 11 гейтов: B1-B11.

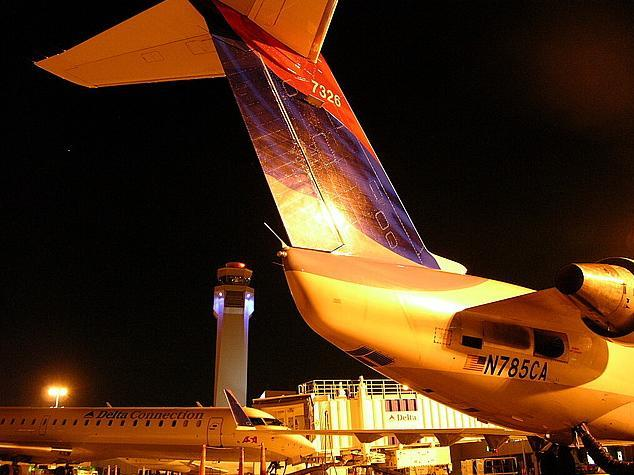
Самолёты авиакомпаний Comair и Atlantic Southeast Airlines в зоне обслуживания авиакомпании Delta Air Lines

||

### Сектор C
Сектор C содержит 27 гейтов с номерами C1-12, C14 и C16-29.
Сектор C был введён в эксплуатацию в 1968 году под первоначальным названием «Южный Сектор» и вплоть до 1985 года являлся хабом для пассажирских перевозок авиакомпании United Airlines. С вводом в действие главного транзитного узла Международном аэропорту Вашингтона Даллес United Airlines постепенно перевела большинство своих рейсов из Кливленда в Даллес, а обслуживание оставшихся маршрутов в 1987 году перенесла в Сектор B Аэропорта Хопкинс. Образовавшиеся свободные мощности аэропорта были довольно быстро заполнены другой магистральной авиакомпанией Continental Airlines, которая совместно с Eastern Airlines заняла весь Сектор C аэропорта и сделала Международный аэропорт Кливленда Хопкинс своим третьим по величине транзитным узлом пассажирских перевозок.
||
P.S.: Рейсы Continental Airlines, прибывающие в Международный аэропорт Кливленда Хопкинс, обслуживаются в Секторе A аэропорта.

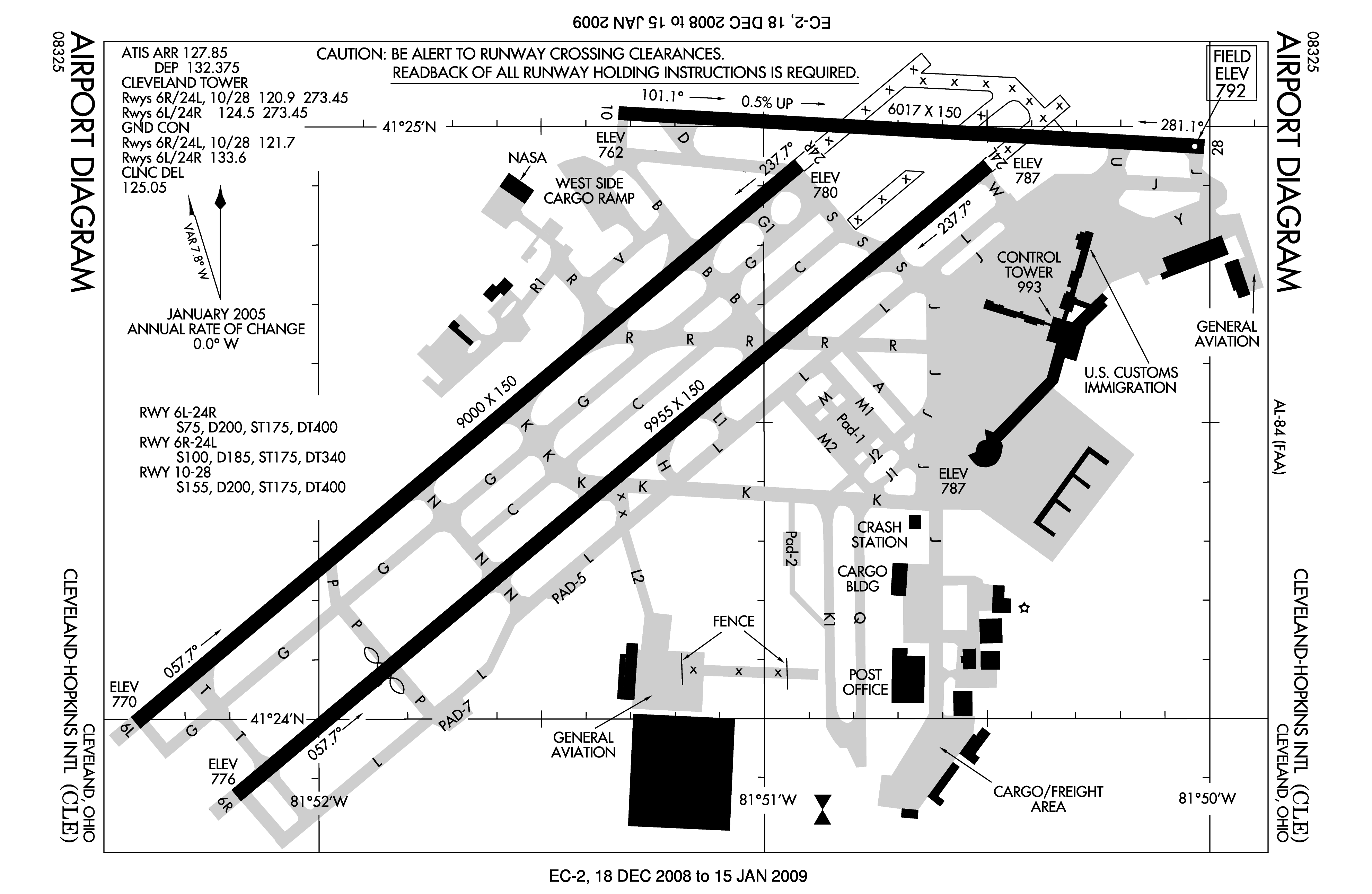
Схема Международного аэропорта Кливленда Хопкинс

### Сектор D
Самый современный терминал Сектора D содержит 16 гейтов с номерами D2-D12, D14, D17, D21, D25 и D28.
||

## Инциденты и авиапроисшествия
- 4 января 1985 года, рейс 558 Кливленд-Нью-Йорк (JFK) авиакомпании Pan American. Самолёт Boeing 727 был захвачен ещё на стоянке в Аэропорту Кливленда Хопкинс террористом, потребовавшим лететь в Южную Америку. В результате полицейской операции угонщик арестован, никто из находившихся на борту судна не пострадал.
- 27 апреля 2006 года. В результате перестрелки на гейте авиакомпании United Airlines между вооружённым мужчиной и офицерами полиции был тяжёло ранен полицейский. Пассажир, открывший стрельбу, был убит на месте.
- 18 февраля 2007 года, рейс 6448 Атланта-Кливленд авиакомпании Shuttle America под брендом Delta Connection. Самолёт Embraer 170 следовал из Международного аэропорта Хартсфилд-Джексон и при совершении посадки на полосу 28 Международного аэропорта Кливленда Хопкинс выкатился за пределы ВПП и врезался в ограждающий забор. Никто из 70 пассажиров и четырёх членов экипажа серьёзно не пострадал.

## Партнёрство с Continental Airlines

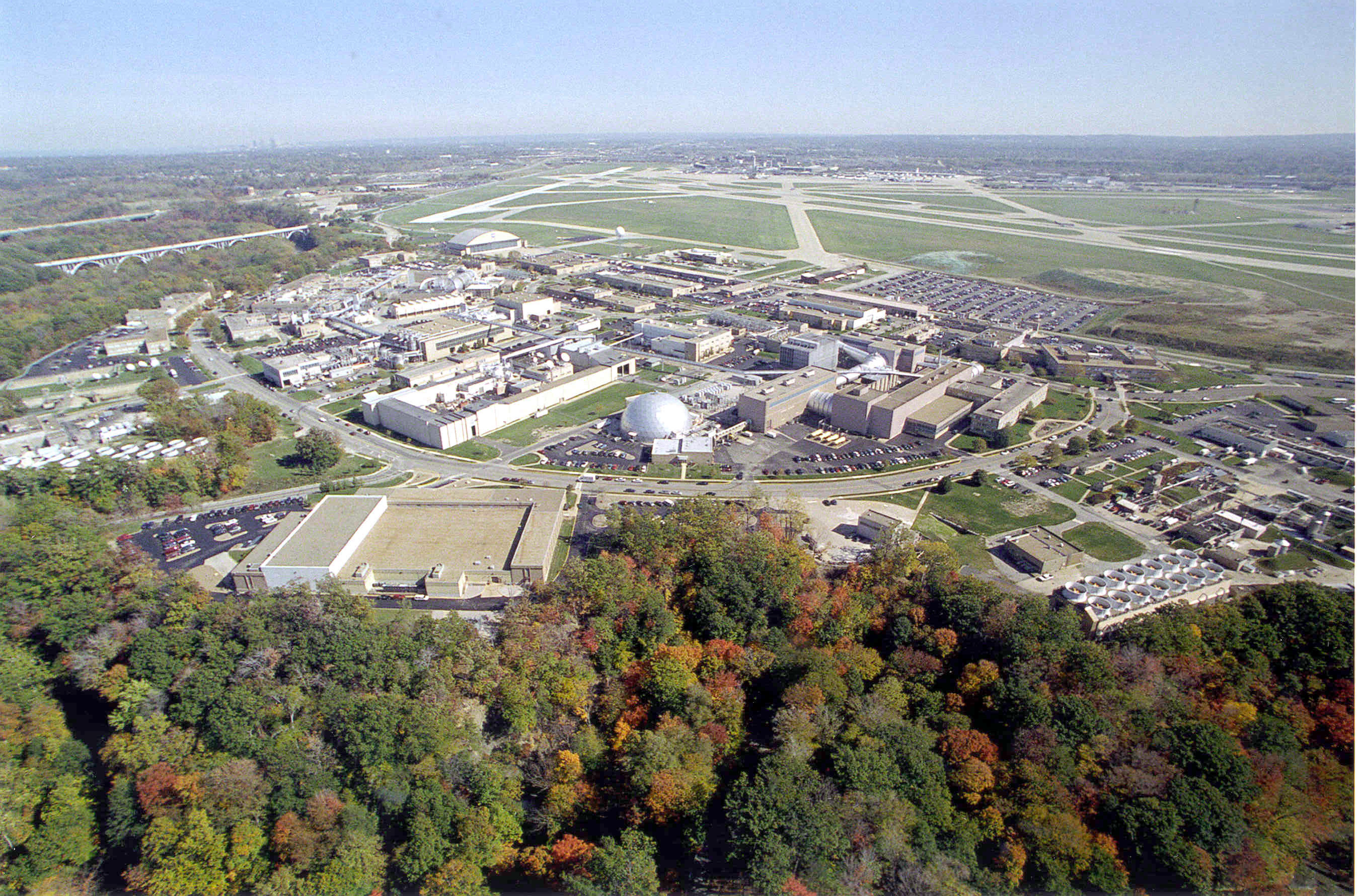
Комплекс Международного аэропорта Кливленда Хопкинс с высоты птичьего полёта

Авиакомпания Continental Airlines является крупнейшим оператором Международного аэропорта Кливленда Хопкинс, занимая долю в 60 % всего объёма пассажирских перевозок аэропорта. Обе корпорации (Continental и Хопкинс) вложили значительные инвестиции в развитие и обеспечение операционной деятельности авиакомпании, однако аэропорт по прежнему остаётся лишь третьим по значимости транзитным узлом Continental Airlines после Международного аэропорта Хьюстон Интерконтинентал и Международного аэропорта Ньюарк Либерти. Данное отношение со стороны руководства авиакомпании было неявно подчёркнуто в марте 2009 года, когда генеральный директор Continental Airlines Лоуренс Келлнер (англ. Larry Kellner), перечисляя в своём интервью сильнейшие стороны авиакомпании, пропустил хаб Кливленда, сказав: «Мы сильны в Атлантике, мы сильны в Латинской Америке, мы сильны в Нью-Йорке, мы сильны в Хьюстоне». В отличие от других узловых аэропортов, Continental Airlines Кливлендский аэропорт обслуживает весьма небольшое число регулярных рейсов по международным направлениям, а также не имеет постоянных рейсов в Европу и в другие пункты транс-океанических направлений. В основной своей массе аэропорт обслуживает рейсы авиакомпаний под торговой маркой (брендом) Continental Express, выполняемые на реактивных самолётах регионального значения).
В 2003 году бывший генеральный директор Continental Airlines Гордон Бетюн (англ. Gordon Bethune) открыто раскритиковал бизнес-сообщество Кливленда и призвал бизнесменов ориентироваться на Аэропорт Хопкинс вместо того, чтобы поддерживать близлежащий Региональный аэропорт Акрон-Кантон, который позиционировал себя как «предпочтительную альтернативу» аэропорту Хопкинс.
14 сентября 2007 года Continental Airlines официально объявила о планах по «серьёзному расширению» своего присутствия в Международном аэропорту Кливленда Хопкинс, согласно которым объём пассажирских перевозок через хаб Кливленда должен был увеличиться на 40 % в течение двух лет. Реализация намерений руководства авиакомпании повлекла бы за собой введение более двадцати новых маршрутов на региональных направлениях, а затем и более десятка новых магистральных рейсов. В рамках данного проекта предполагалось создание около 700 рабочих мест, поэтому властями штата Огайо было выделено 16 миллионов долларов США в поддержку плана авиакомпании. Тем не менее, рекордно высокие цены на топливо заставили руководство Continental Airlines не только отказаться от своего амбициозного проекта, но и сократить собственный штат сотрудников компании, отменить рейсы между Кливлендом и 24 небольшими городами (в том числе и 12 городами, входившими в первый этап плана экспансии Континентал), и значительно уменьшить частоту полётов на других регулярных рейсах регионального масштаба. Антикризисные меры руководства авиакомпании в большей степени затронули деятельность Аэропорта Хопкинс, нежели двух остальных хабов в Хьюстоне и Ньюарке. В марте 2009 года Continental Airlines объявила о дальнейшем сокращении регулярных рейсов в связи с падением спроса на пассажирские авиаперевозки.
Предстоящий выход авиакомпании Continental Airlines из состава глобального авиационного альянса пассажирских перевозок SkyTeam в октябре 2009 года (одобренный Министерством транспорта США 7 апреля 2009 года) и вступление в другой альянс Star Alliance повлечёт за собой, в частности, расширение код-шеринговых соглашений с авиакомпаниями United Airlines, Lufthansa, Air Canada и другими, что безусловно скажется на динамике объёмов перевозок в Международном аэропорту Кливленда Хопкинс. Все предыдущие переговоры о возможном слиянии с авиакомпанией United Airlines (одним из основателей альянса Star Alliance) рассматривались в некоторых бизнес-кругах как серьёзная угроза для будущего присутствия Continental Airlines в Аэропорту Хопкинс. Один из возможных вариантов так называемого «виртуального слияния» Континентал и Юнайтед состоит в существенном снижении (или даже отмене) беспосадочных рейсов Continental Airlines из Кливленда и перенос маршрутов в транзитные узлы United Airlines в Международном аэропорту О’Хара (Чикаго) и Международном аэропорту Вашингтон Даллес.